# ریشه‌درمانی
آندودُنسی یا اِندودانتیکس (به انگلیسی: Endodontics) یا درون‌دَندانیک یا به غلط ریشه‌درمانی یکی از تخصص‌های دندان‌پزشکی است. این تخصص با ریخت‌شناسی، فیزیولوژی و آسیب‌شناسی مغز دندان (پالپ) و بافت‌های پیرامون آن سروکار دارد. اگر برای پالپ دندان مشکلی ایجاد شود باید با عمل درمان ریشه معالجه شود.

## مباحث
مباحثی که در این تخصص مورد بررسی قرار می‌گیرند شامل موارد زیر می‌باشند:
- زیست شناسی پالپ دندان و بافت‌های پری‌رادیکولر
- آسیب‌های پالپ و بافت‌های پری‌رادیکولر
- تشخیص و طرح درمان
- بی‌حسی موضعی
- ایزولاسیون
- رادیوگرافی اندودُنتیک
- وسایل اندودُنتیک
- آناتومی داخلی
- تهیهٔ حفرهٔ دسترسی و تعیین طول کارکرد
- پاکسازی و شکل‌دهی کانال
- پر کردن کانال ریشه
- میکروب‌شناسی اندودُنتیک
- حوادث حین درمان
- درمان مجدد
- حفاظت پالپ
- درمان ریشه‌های تکامل‌نیافته
- سفید کردن دندان‌های تغییر رنگ یافته
- جراحی اندودُنتیک
- درمان دندان‌های ضربه‌دیده
- درمان‌های جانبی اندودُنتیک
- شکستگی‌های طولی دندان
- درمان‌های دارویی در اندودانتیکس

## ریشه‌شناسی نام
اندودانتیکس از دو واژه یونانی -endo (درون) و odons- (دندان) گرفته شده‌است. اندو